# سفالینه شهر سوخته
سفالینهٔ شهر سوخته، در واقع قطعهٔ جام سفالی نقشداری متعلق به شهر سوخته است که نقشِ بزی در حال پرش روی آن، تکراری هدفمند دارد و حرکت را نشان می‌دهد و شباهت با هنر انیمیشن امروزی دارد.
بیشتر سفال‌هایی که از شهر سوخته کشف می‌شود، مزین به نقوشی با رنگ خاکستری یا سرخ از طبیعت یا باورهای آن دوران است، اما چند سال پیش باستان‌شناسان از گوری ۵ هزار ساله جام سفالینی را پیدا کردند که متوجهٔ نقوش هدفمندی روی آن شدند و وقتی را در کنارهم قرار دادند با تصویری متحرک روبرو شدند که بعدها از آن فیلمی ۲۰ ثانیه‌ای تهیه شد.
سرپرست تیم کاوش در شهر سوخته دربارهٔ این انیمیشن کهن توضیح داده: «حرکت بز به سوی درخت و تغذیه او از برگ درختان در پنج حرکت مصور شده‌است. در این تصاویر نه تنها بز به سمت درخت حرکت می‌کند، بلکه جهش آن و پریدن بز روی برگ درختان کاملاً دیده می‌شود.» کارشناسان انیمیشن و سینما در یاد کردن از آن، همواره ادعای نخستین انیمیشن جهان را با عبارت «قدیمی‌ترین تجربیات ثبت شده در متحرک کردن تصویر جایگزین» می‌کنند.

## شهر سوخته
شهر سوخته قدمتی ۵ هزار ساله دارد در سال ۱۳۲۶ توسط یک گردشگر انگلیسی کشف گردید، این شهر در جاده زابل به زاهدان قرار دارد. شهر سوخته یکی از آثار تاریخی و باستانی عصر برنز و هم‌دوره با تمدن جیرفت در استان سیستان و بلوچستان در ایران، به‌شمار می‌آید.